# Roye-sur-Matz
Roye-sur-Matz is een gemeente in het Franse departement Oise (regio Hauts-de-France) en telt 408 inwoners (2005). De plaats maakt deel uit van het arrondissement Compiègne.

## Geografie
De oppervlakte van Roye-sur-Matz bedraagt 10,6 km², de bevolkingsdichtheid is 38,5 inwoners per km².
De onderstaande kaart toont de ligging van Roye-sur-Matz met de belangrijkste infrastructuur en aangrenzende gemeenten.

## Demografie
Onderstaande figuur toont het verloop van het inwonertal (bron: INSEE-tellingen).